# Isla de Joló
Este artículo es sobre la isla. Para el municipio, véase Joló.

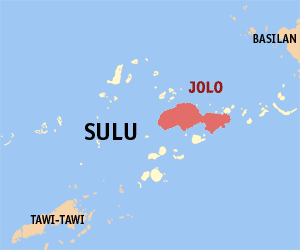
Mapa de la isla (el municipio en rojo)

Joló (joloano: Sūg) es una isla en el suroeste de Filipinas. Está ubicada en el archipiélago de Joló, entre Mindanao y Borneo, y tiene una población de aproximadamente 300 000 personas.
Joló también es el nombre de una localidad en la isla, que es a su vez la capital de la provincia de Joló. Aproximadamente, un tercio de la población vive en el municipio de Joló.

## Historia

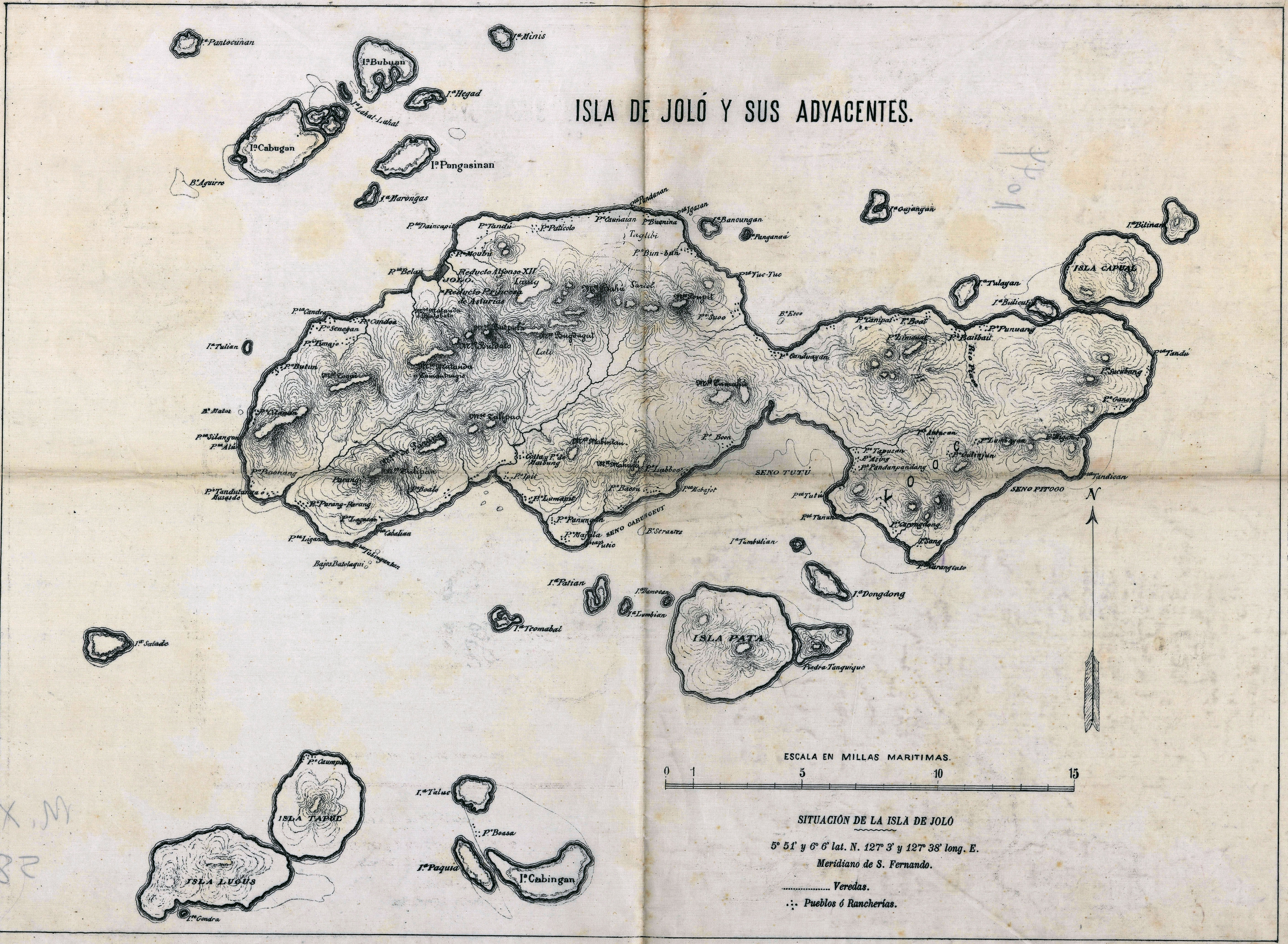
Isla de Joló y adyacentes

Este territorio   fue parte  del Imperio español en Asia y Oceanía (1520-1898).
Las islas fueron durante años un nido de piratas que solían atacar las costas de las islas Filipinas. Los piratas moros suponían entonces un problema para el gobierno español en Manila. El 5 de febrero de 1848 una expedición española fue enviada para atacar las posiciones de los piratas, consiguiendo derrotar a las fuerzas moras. El archipiélago pasó a formar parte de la Capitanía General de Filipinas tras una serie de acuerdos entre el capitán general español en Manila y el sultán de Joló. Durante la administración española fueron frecuente los ataques por parte de nativos contra posiciones y militares españoles.
Los combates en la isla se intensificaron en febrero del 2005, cuando entre 4000 y 5000 militares filipinos se enfrentaron con alrededor de 800 militantes islamistas del grupo Abu Sayyaf, junto con seguidores de Nur Misuari. Se cree que más de 12 000 personas escaparon de los enfrentamientos.